# Diagramă indicată

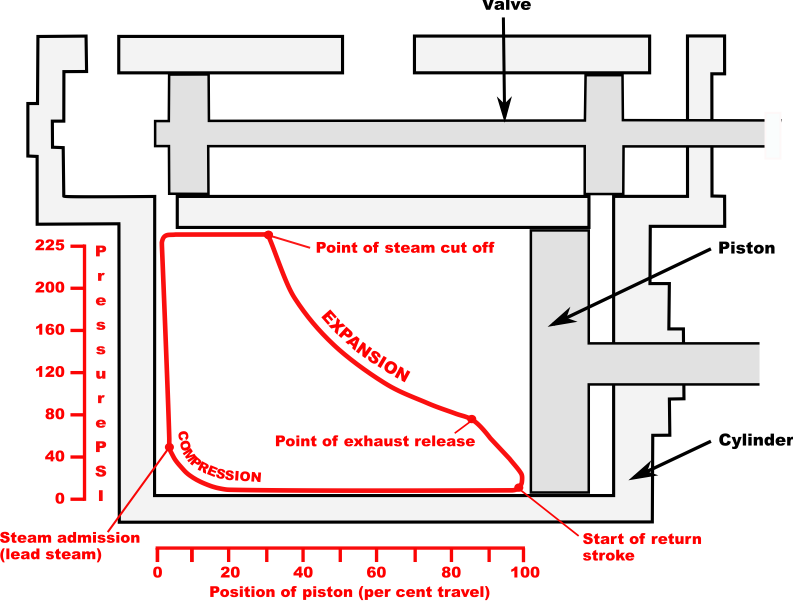
Diagramă indicată la o locomotivă.

Diagrama indicată este un grafic folosit la evaluarea performanțelor mașinilor termice. Este o diagramă ridicată experimental, cu instrumentul indicator, de unde îi vine și numele. De obicei ea este o diagramă Clapeyron, având pe abscisă volumul și pe ordonată presiunea.
Inițial ea a fost folosită la evaluarea mașinilor cu abur, însă ulterior și-a găsit aplicații și la evaluarea altor mașini termice, ca motoarele cu ardere internă și compresoarele. Diagrama permite o determinare relativ simplă a lucrului mecanic ciclic, adică a puterii produse sau consumate în spațiul de lucru de către mașina termică.

## Istoric

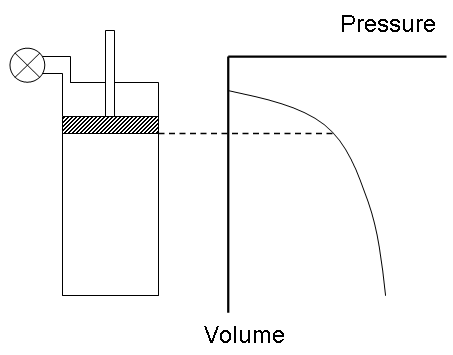
Diagrama indicată a lui Watt.

Metoda diagramei indicate a fost dezvoltată de James Watt și de angajatul său, John Southern (1758-1815) pentru a îmbunătăți randamentul mașinilor sale cu abur. În 1796 Southern a conceput o tehnică simplă, dar esențială, pentru a trasa o diagramă cu un creion fixat de un pistonaș manometric care se deplasa perpendicular pe direcția de deplasare a unei tăblițe care se mișca sincron cu pistonul (în direcția axei „volum”). Diagrama i-a permis lui Watt să calculeze lucrul mecanic în situația în care aburul era destins la sfârșitul cursei până la presiunea atmosferică, extrăgându-se astfel întreaga energie utilă. Lucrul mecanic putea fi calculat din aria cuprinsă între axa volumului și curba trasată.
Davies Gilbert a propus același lucru în 1792 iar faptul a fost folosit de Jonathan Hornblower în litigiile cu Watt privind patentele asupra diverselor versiuni. Daniel Bernoulli știa și el cum să calculeze lucrul mecanic.
Watt a folosit diagrama să aducă îmbunătățiri substanțiale mașinilor sale cu abur și a ținut mult timp metoda secretă. Deși a fost făcută publică în 1822 într-o scrisoare către Quarterly Journal of Science, ea a rămas oarcum necunoscută, John Farey, Jr. a aflat-o văzând cum era folosită, probabil de oamenii lui Watt, când a vizitat Rusia în 1826.
În 1834, Émile Clapeyron a folosit diagrama p-V pentru ilustrarea și explicarea ciclului Carnot, diagrama devenind una de bază în studiul termodinamicii.

## Instrumente indicatoare

### Indicatoare mecanice

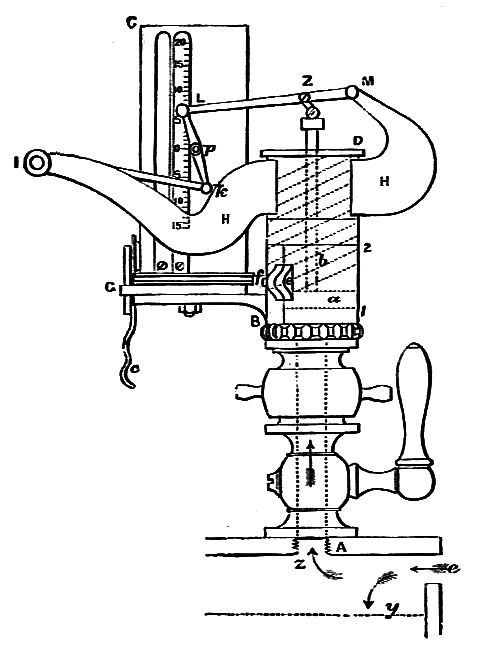
Desen al indicatorului lui Richard din 1875.

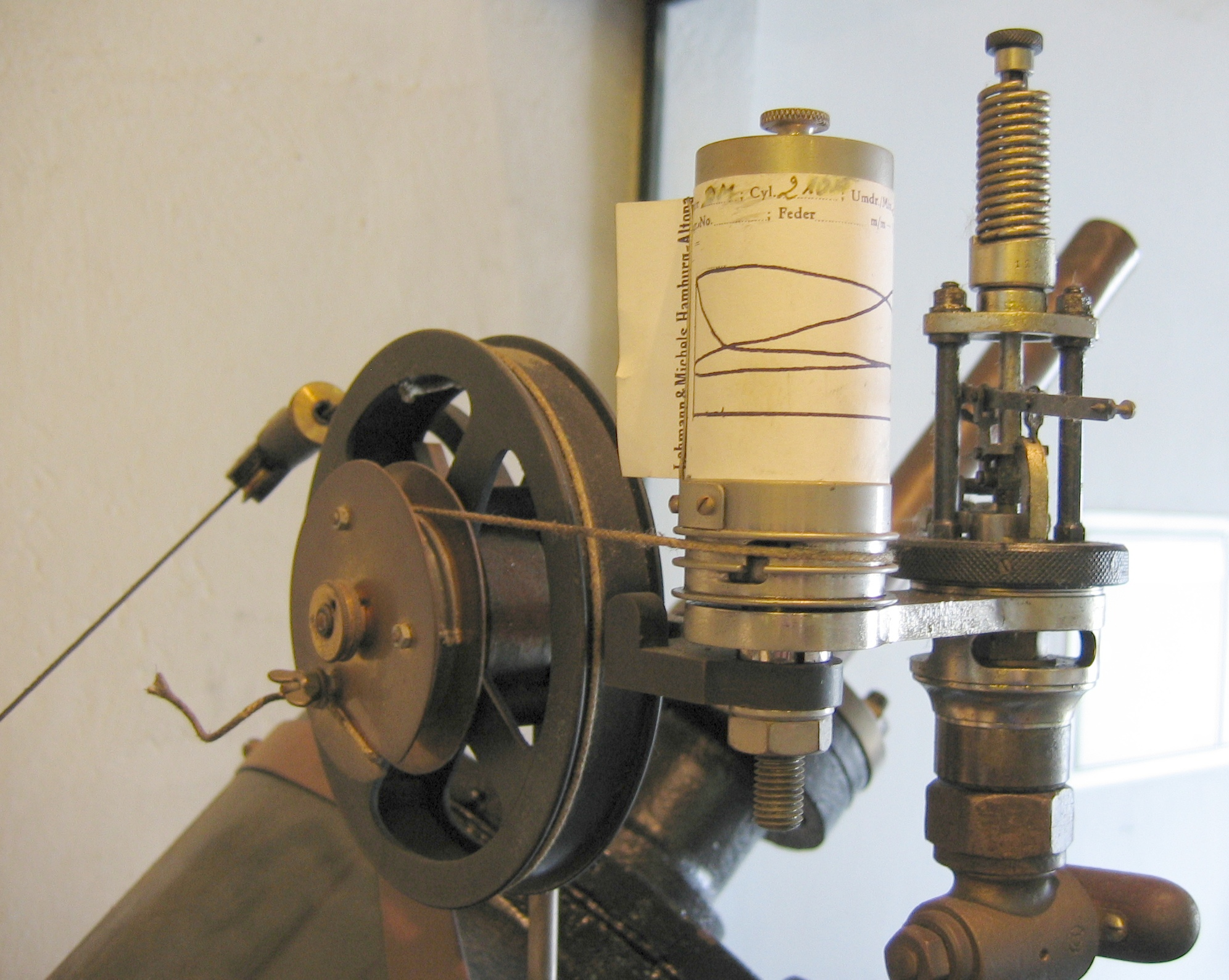
Ridicarea unei diagrame indicate cu un indicator mecanic.

În secolul al XIX-lea instrumentele indicatoare erau instrumente mecanice, care au folosit hârtie înfășurată în jurul unui cilindru, cu pistonașul traductor al presiunii în interiorul lui, rotația cilindrului fiind comandată printr-un fir tensionat legat la capul de cruce al mecanismului bielă-manivelă al mașinii termice. Aceste aparate permiteau ridicarea diagramelor doar la turații mici, până la 200 rot/min, adecvate pentru mașinile cu abur.
În secolul al XX-lea, s-au realizat indicatoare mecanice pentru turații mai mari, la care lucrează compresoarele și motoarele cu ardere internă. Indicatoarele cu înălțimea diagramei de 50 mm puteau fi folosite până la turații de 500 rot/min, iar cele miniaturizate, cu înălțimea diagramei de numai 30 mm până la 800 rot/min. Acestea din urmă aveau inerția echipamentului mobil cât mai mică, înregistrarea făcându-se cu un vârf ascuțit pe hârtie specială. Suprafața redusă a diagramei afecta precizia măsurării, fiind necesare citiri sub microscop.

### Indicatoare optice
Sunt formate de o mică oglindă fixată pe o membrană care se deformează sub influența presiunii măsurate. Oglinda reflectă un spot luminos care generează diagrama pe o sticlă mată sau pe o placă fotografică. Aceste indicatoare se pot folosi până la turații de 4000 rot/min, însă membrana, respectiv oglinda, sunt foarte sensibile la vibrații.

### Indicatoare electrice
Odată cu apariția osciloscoapelor, s-a putut afișa diagrama indicată pentru turații mari, semnalul de presiune provenind de la un traductor piezoelectric, iar cel de volum de la un simulator de cursă legat la arborele cotit. Înregistrarea era fotografică.
Actual, măsurătorile se fac pe standuri echipate cu computere, echipamentele de achiziție date înregistrând presiunea din spațiul de lucru și un moment fix din ciclu. Restul parametrilor (poziția pistonului, respectiv volumul) fiind calculate pe baza alezajului, cursei și a celorlalte date furnizate programelor de prelucrare. De obicei nu mai este necesară afișarea diagramei indicate propriu-zise, ci doar a rezultatelor obținute prin prelucrarea ei, de exemplu a presiunii medii indicate sau a puterii indicate, prelucrare făcută în timp real tot de echipamentele respective.

## Tipuri de diagrame indicate
Diagramele indicate pot fi ridicate în coordonate p-V, sau în funcție de timp. În acest ultim caz se preferă în loc de timp unghiul de rotație al arborelui, rezultând coordonate p-α.
După nivelul presiunii se poate ridica diagrama întregului ciclu, sau, folosind un arc slab și un limitator de deplasare (respectiv o scară mare), doar porțiunea în care are loc la motoare schimbul de gaze, așa-numita diagramă de pompaj.

## Prelucrarea diagramei indicate

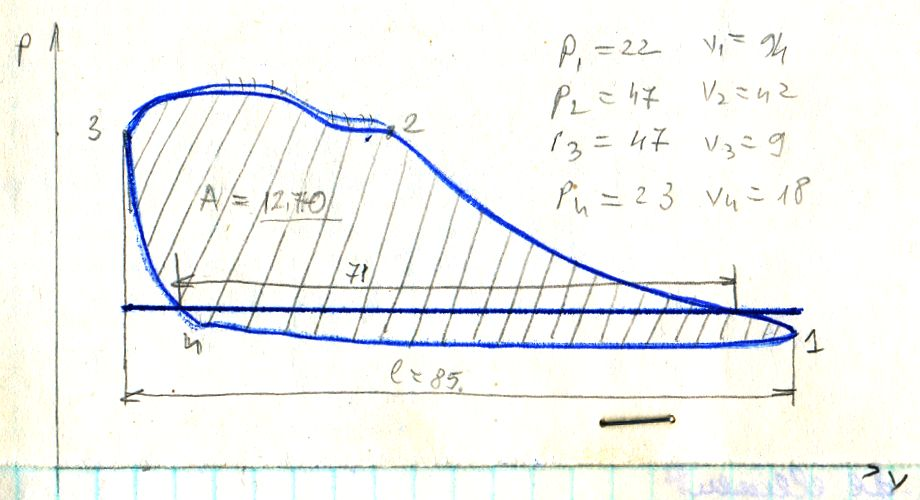
Diagramă indicată a unui compresor, ridicată cu un indicator mecanic.

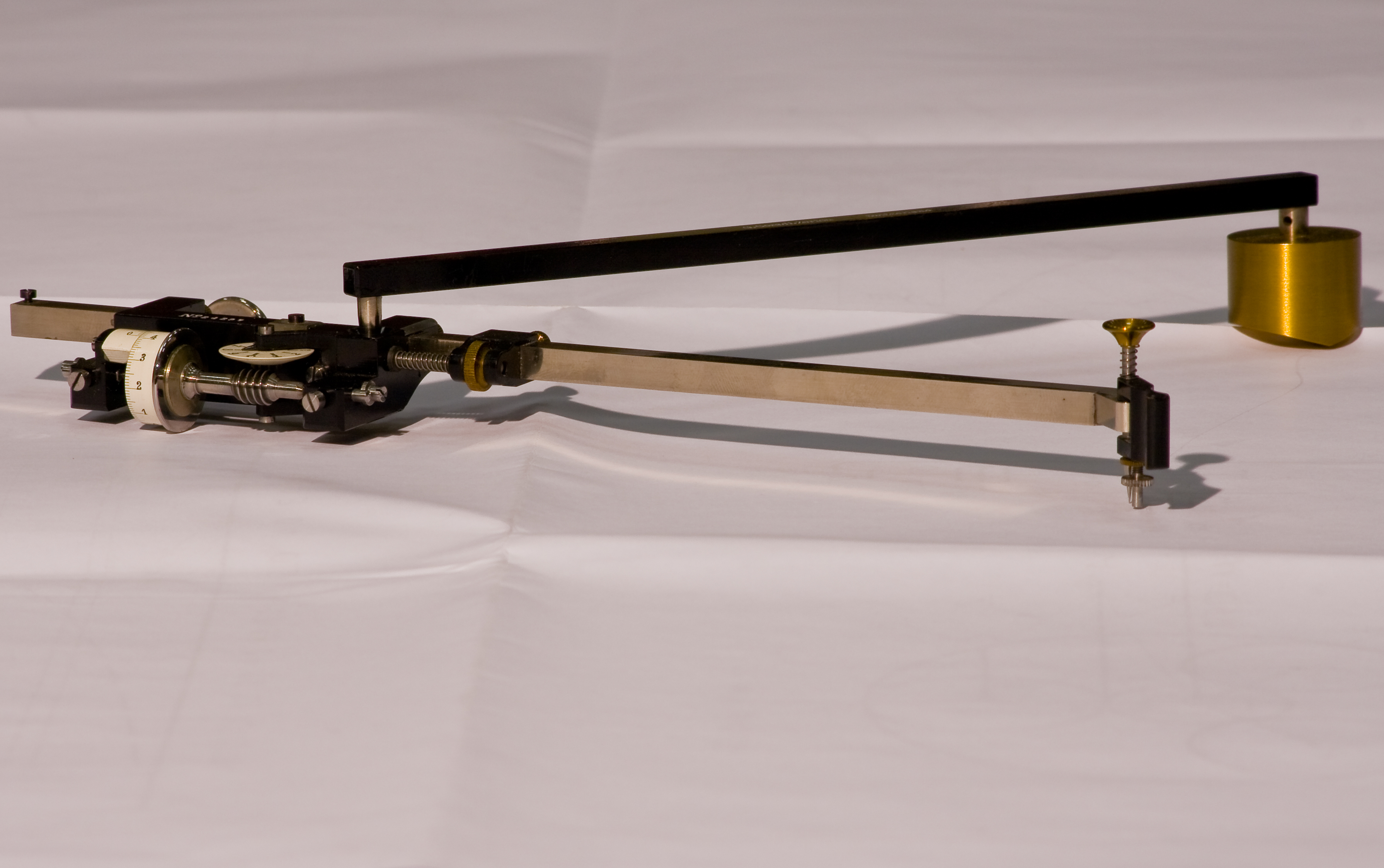
Planimetru.

Într-o diagramă p-V suprafața curbei închise care reprezintă ciclul este proporțională cu lucrul mecanic ciclic, sau lucrul mecanic indicat {\displaystyle L_{i}\,}. Această suprafață se poate determina prin orice metodă matematică de determinare a suprafeței închise de o curbă sau se poate măsura direct cu planimetrul.
La motoare, cunoscând cilindreea unitară {\displaystyle V_{s}\,} se poate calcula presiunea medie indicată {\displaystyle p_{i}\,}, care este un indicator de performanță:
{\displaystyle p_{i}={\frac {L_{i}}{100V_{s}}}}   [ bar ]
cu {\displaystyle L_{i}\,} exprimat în J și {\displaystyle V_{s}\,} în litri.
Chiar și doar vizualizată, aspectul diagramei furnizează informații calitative importante, cum ar fi detonațiile, bucle ale ciclului datorită momentului incorect în care apare aprinderea etc.